# Les Fous de Hong-Kong
Ne doit pas être confondu avec Hong Kong Fou Fou.
Les Fous de Hong-Kong est le douzième roman policier de Jean Amila paru dans la collection Série noire avec le numéro 1312 en 1969.

## Résumé
Victor Lefébure arrive à Hong Kong pour négocier avec John Fisher la vente de runabout. Le soir même, il couche avec la femme de John. 
La compagnie qui emploie John n’est pas informée de cette vente. John a monté cette opération pour récupérer un trésor caché sur un îlot aux abords difficiles…

## Édition
Le roman est publié dans la Série noire avec le numéro 1312 en 1969. Il est réédité en 1981 dans même collection et avec le même numéro. 

## Autour du livre
Le titre fait référence à une espèce d’oiseau, le fou à pieds rouges.

## Sources
- Polar revue trimestrielle no 16, octobre 1995
- Claude Mesplède, Les Années Série Noire vol.3 (1966-1972), page 182-183, Encrage « Travaux » no 22, 1994
- Jean Amila, fin 60 début 7O